# Georgi Jowtschew
Georgi Iwanow Jowtschew (bulgarisch Георги Иванов Йовчев; * 9. Mai 1950 in Rakowski) ist ein bulgarischer Geistlicher und emeritierter römisch-katholischer Bischof von Sofia und Plowdiw.

## Leben
Die Priesterweihe empfing er am 9. Mai 1976 für das Apostolische Vikariat Sofia und Plowdiw.
Am 6. Juli 1988 ernannte ihn Papst Johannes Paul II. zum Apostolischen Administrator von Sofia und Plowdiw sowie zum Titularbischof von Lamphua. Die Bischofsweihe spendete ihm der Apostolische Nuntius in Polen, Erzbischof Francesco Colasuonno, am 31. Juli 1988; Mitkonsekratoren waren Samuel Serafimow Djoundrine AA, Bischof von Nicopolis, und Metodi Stratiew AA, Apostolischer Exarch von Sofia.
Am 13. November 1995 ernannte ihn der Papst zum Bischof von Sofia und Plowdiw.
Papst Leo XIV. nahm am 16. Juli 2025 das altersbedingte Rücktrittsgesuch von Georgi Jowtschew an.